# Stormy Peters
Stormy Peters, nascuda com a Robyn Peters, és una consultora i conferenciant estatunidenca, activista tecnològica i promotora del programari de codi obert i del programari lliure. Va estudiar Ciències de la Computació a la Universitat de Rice. És vicepresidenta d'evangelisme tècnic de la Cloud Foundry Foundation —companyia que pretén convertir el projecte Cloud Foundry en una plataforma líder per a la informàtica al núvol—, i membre fundadora i consellera de Kids on Computer —organització sense ànim de lucre que ajuda a escoles sense recursos de tot el món a crear aules d'informàtica. A més, ha treballat per a Mozilla, ha estat cofundadora i directora executiva de la Fundació GNOME i va fundar i dirigir l'HP’s Open Source Program Office.